# Ivan Ivanov (ciclista)
Ivan Mikhailovich Ivanov (in russo Иван Михайлович Иванов?; Novoye Muratovo, 9 maggio 1960) è un ex ciclista su strada russo, sovietico fino al 1991. Professionista dal 1989 al 1993, in carriera ha vinto due tappe alla Vuelta a España, oltre a tre titoli nazionali sovietici.

## Palmarès

### Strada
- 1982 (Dilettante, 1 vittoria)

Classifica generale Tour de l'URSS
- 1986 (Dilettante, 4 vittorie)

Campionati sovietici, Gara in salita dilettanti
1ª tappa Tour de Sochi (Mosca > Mosca)
5ª tappa Tour de Sochi (Mosca > Mosca)
2ª tappa Tour de la Communauté Européenne (Cronometro a squadre)
- 1987 (Dilettante, 6 vittorie)

Campionati sovietici, Gara in salita dilettanti
4ª tappa Okolo Slovenska
6ª tappa Okolo Slovenska
Classifica generale Okolo Slovenska
5ª tappa Tour du Vaucluse (Cronometro)
3ª tappa Tour de Sochi
- 1988 (Dilettante, 1 vittoria)

5ª tappa Milk Race (Cardiff > Aberystwyth)
Imatran ajot
- 1989 (Alfa Lum-STM, 6 vittoria)

Campionati sovietici, Gara in linea
17ª tappa Vuelta a Espana (Cangas de Onís > Brañillín)
4ª tappa Settimana Ciclistica Bergamasca (Casnigo > Casnigo)
6ª tappa, 1ª semitappa Settimana Ciclistica Bergamasca (Cividino > Colle San Fermo)
Classifica generale Settimana Ciclistica Bergamasca
- 1991 (Seur, 1 vittoria)

11ª tappa Vuelta a Espana (Bossòst > Cerler)
- 1992 (SEUR, 1 vittoria)

4ª tappa Vuelta a Asturias (Oviedo > Alto de Acebo)

#### Altri successi
- 1989 (Alfa Lum-STM)

Classifica neoprofessionisti Vuelta a Espana
Cronostaffetta, Cronometro a squadre (Cepagatti)

## Piazzamenti

### Grandi Giri
- Giro d'Italia

1989: non partito (19ª tappa)
- Tour de France

1990: non partito (15ª tappa)
- Vuelta a España

1985: 20º
1986: 27º
1989: 6º
1990: 8º
1991: 19º
1992: 33º
1993: ritirato (17ª tappa)

### Competizioni mondiali
- Campionati del mondo su strada

Altenrhein 1983 - Gara in linea dilettanti: 24º
Utsunomiya 1990 - Gara in linea Elite: ritirato
- Campionati del mondo ciclocross

Tolosa 1981 - Gara Elite: 38º